# Келфеш
Ке́лфеш (порт. Quelfes) — район (фрегезия) в Португалии, входит в округ Фару. Является составной частью муниципалитета Ольян. По старому административному делению входил в провинцию Алгарве (регион). Входит в экономико-статистический субрегион Алгарве, который входит в Алгарве. Население составляет 13 289 человек на 2001 год. Занимает площадь 21,53 км².
Покровителем района считается Святой Себастьян (порт. São Sebastião).